# Elecciones generales de Austria de 1994
Las elecciones generales de Austria se celebraron el 9 de octubre de 1994. El partido más fuerte fue a pesar de la fuerte pérdida de votos, fue el Partido Social-Demócrata (SPÖ) bajo el canciller Franz Vranitzky. Igual que en las anteriores elecciones, el Partido Popular de Austria (ÖVP) perdió votos y escaños bajo la dirección de Erhard Busek pero mantuvo la posición del segundo partido más grande.
De las pérdidas de los partidos más grandes, Partido Social-Demócrata (SPÖ) y el Partido Popular de Austria (ÖVP), se beneficiaron el Partido de la Libertad de Austria (FPÖ) que bajo el liderazgo de Jörg Haider mantuvo el ascenso desde las anteriores elecciones. El cuarto lugar fueron Los Verdes (Die GRÜNEN) con Madeleine Petrovic, también mantuvo su ascenso. En su primera aparición en una elección del Consejo Nacional, el Foro Liberal (LIF) de Heide Schmidt dio una sorpresa al logar entrar al parlamento por primera vez en su historia.

## Ideologías

### Conservadurismo
El representante de esta ideología es el ÖVP, sufrió una pérdida importante de votos y escaños, y por primera vez se encontró con menos del 30% de los votos.

### Socialdemocracia
Fue la ganadora de las elecciones, aunque también fue la que perdió más votos y más escaños.

### Nacionalismo
El Partido de la Libertad de Austria perdió votos y escaños, aunque se mantuvo por encima del 20% (que hasta esa fecha, solamente se produjo en las elecciones de 1994). Hay que tener en cuenta que la franja de votos de esta formación se encuentra entre el 5% y el 12%.

### Ecologismo
El partido que representa este movimiento, Los Verdes, ganó votos y escaños, y por primera vez, superó el 5% de los votos.

### Liberalismo
El Foro Liberal es el representante de esta ideología en Austria irrumpió con fuerza en Austria, esta fue la primera vez que se presentó a las elecciones y en las que obtuvo mejores resultados.

## Resultados
| Partido | Partido                                  | %    | Cambio | Escaños | Cambio |
|         | Partido Socialdemócrata de Austria (SPÖ) | 34,9 | -7,9   | 65      | -15    |
|         | Partido Popular de Austria (ÖVP)         | 27,7 | -4,4   | 52      | -8     |
|         | Partido de la Libertad de Austria (FPÖ)  | 22,5 | +5,9   | 42      | +9     |
|         | Foro Liberal (LIF)                       | 6,0  | +6,0   | 11      | +11    |
|         | Los Verdes (GRÜNE)                       | 7,3  | +2,5   | 13      | +3     |